# Hyundai i20 R5
Hyundai i20 R5 è una variante da competizione della Hyundai i20 omologata nella categoria R5, sviluppata dal reparto corse tedesco della casa automobilistica coreana Hyundai per competere nella serie WRC-2 del campionato del mondo rally.

## Descrizione

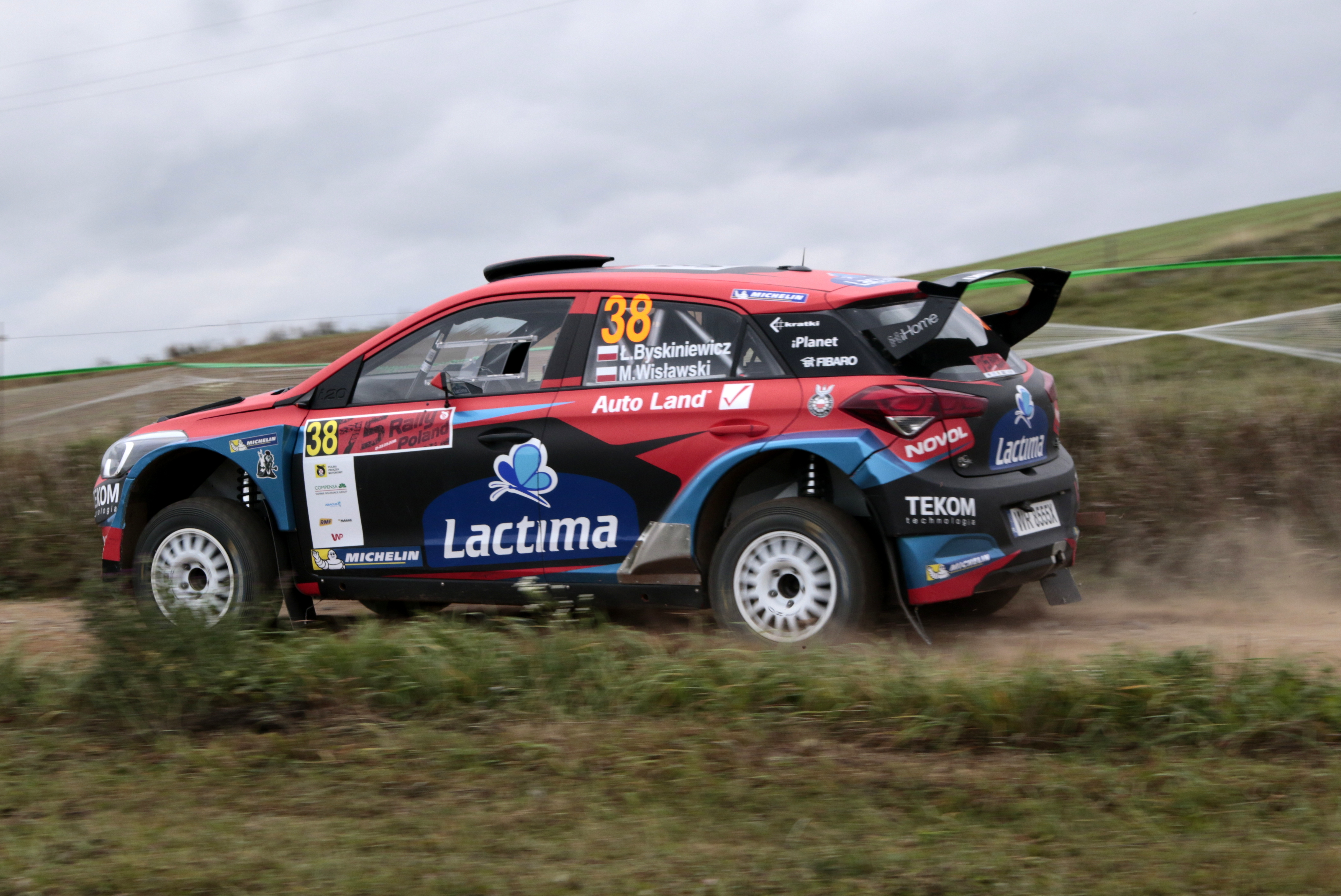
Hyundai i20 R5 al rally di Polonia 2018

L'i20 R5 ha fatto il suo debutto in una competizione ufficiale al Tour de Corse 2016, dove è stata guidata da Kevin Abbring e Sebastian Marshall. La vettura gareggia nel World Rally Championship-2 e nel Campionato Europeo Rally dove è utilizzata dal team ufficiale di Hyundai e da vari team clienti. 
Ha un corpo vettura a 5 porte e sospensioni McPherson sia anteriori che e posteriori. Il motore è un 1,6 litri quattro cilindri turbo a iniezione diretta, dotato di una flangia per ridurre il flusso d'aria con un diametro di 32 mm in conformità con il regolamento FIA. L'elettronica del motore è gestita da una centralina Magneti Marelli. I freni  sono della Brembo, composti da pinze freno a 4 pistoncini con disco ventilati e freno a mano idraulico. Il cambio è sequenziale a cinque velocità.

## Vittorie nei rally

### WRC2
| N. | Stagione | Evento            | Pilota        | Co-Pilota   |
| -- | -------- | ----------------- | ------------- | ----------- |
| 1  | 2021     | Rally di Sardegna | Jari Huttunen | Mikko Lukka |

### WRC3
| N. | Stagione | Evento            | Pilota        | Co-Pilota   |
| -- | -------- | ----------------- | ------------- | ----------- |
| 1  | 2020     | Rally di Svezia   | Jari Huttunen | Mikko Lukka |
| 2  | 2020     | Rally di Sardegna | Jari Huttunen | Mikko Lukka |